# Le Tuzan
Le Tuzan è un comune francese di 224 abitanti situato nel dipartimento della Gironda nella regione della Nuova Aquitania.

## Società

### Evoluzione demografica
Abitanti censiti